# Алтайская Википедия
Алтайская Википедия — раздел Википедии на алтайском языке.

## История
23 февраля 2021 года открыт раздел Википедии на алтайском языке, который начал работу в домене alt.wikipedia.org.
Проект имеет долгий путь развития в инкубаторе Викимедиа — первая страница на алтайском языке (Тӧс бөк) была создана 28 апреля 2008 года. Первый период относительной активности соответствует 2012—2015 годам, создаётся несколько десятков статей, часть основных системных сообщений переводится на алтайский язык.
Новейший этап в истории раздела начинается в марте 2020 года. Пользователю Tolus (Надежда Енчинова) удаётся организовать группу волонтёров, которые активно участвуют в развитии проекта в инкубаторе. Их также поддерживают опытные участники Википедии. Надежда предлагает потрудиться над статьями, посвящёнными географии Республики Алтай. За год создаётся 403 страницы (статьи, категории, шаблоны), а к 22 февраля 2021 года общее количество страниц составляет 496. Параллельно участник Батыр Комдошев проводит большую работу по переводу основных сообщений системы на портале translatewiki.net на алтайский язык, делая перевод на алтайский 100 % интерфейса.
Участники Алтайского инкубатора Толуш (администратор тестовой вики) и Бакпай (Клавдия Кудачина) внесли более 6 тысяч исправлений. От 500 до 1 тыс. исправлений делают участники Кергиль и Максяня. С помощью участников toyushev, Soul Train, Ereldej и Failed Translator внесено более 100 исправлений.
Алтайская Википедия на момент перехода на основное пространство насчитывала 362 статьи. Алтайская Википедия стала 29-м разделом на языках народов России (не считая языков, имеющих официальный статус в других странах ООН) и 298-м активным разделом Википедии в глобальном масштабе.
Надежда Николаевна удостоена Вики-премии 2021 года за организацию волонтёров для создания нового раздела Википедии в короткие сроки (менее года).

## Статистика
Алтайская Википедия насчитывает 1102 статьи. Количество зарегистрированных пользователей — 3671, в том числе 15 пользователей, которые совершали какие-либо действия за последние 30 дней, и 2 пользователя имеют статус администратора. Количество изменений — 47 505.